# Skarżyn (województwo wielkopolskie)
Skarżyn – wieś w Polsce położona w województwie wielkopolskim, w powiecie tureckim, w gminie Kawęczyn.
Do 1937 roku siedziba gminy Skarżyn. W latach 1975–1998 miejscowość położona była w województwie konińskim.